# Oxysarcodexia fraterna
Oxysarcodexia fraterna är en tvåvingeart som beskrevs av Guilherme A.M.Lopes 1946. Oxysarcodexia fraterna ingår i släktet Oxysarcodexia och familjen köttflugor. Inga underarter finns listade i Catalogue of Life.